# هانا بيسمينسكا
هانا سيرهيفنا بيسمينسكا (الأوكرانية: Ганна Сергіївна Письменська، من مواليد 12 مارس 1991 في فينيتسا) هي لاعبة غطس أوكرانية حلّت في المركز السادس مع ماريا فولوشينكو في حدث غطس 3 متر متزامن ضمن دورة الألعاب الأولمبية الصيفية 2008، وكذلك في المركز السادس والعشرين في حدث القفز على ارتفاع 3 متر. وهي أيضا بطلة أوروبية والميدالية متعددة.

## روابط خارجية
- هانا بيسمينسكا على موقع الاتحاد الدولي للسباحة (الإنجليزية)
- هانا بيسمينسكا على موقع قاعدة بيانات الغوص IAT (الألمانية)
- هانا بيسمينسكا على موقع اللجنة الأولمبية الدولية (الإنجليزية)
- هانا بيسمينسكا على موقع أوليمبيديا (الإنجليزية)